# Dr. Woggle and the Radio
 (juillet 2021).
Si vous disposez d'ouvrages ou d'articles de référence ou si vous connaissez des sites web de qualité traitant du thème abordé ici, merci de compléter l'article en donnant les références utiles à sa vérifiabilité et en les liant à la section « Notes et références ».
Dr. Woggle and the Radio est un groupe de ska allemand.   
Il est influencé par Dr. Ring Ding et The Slackers. Le premier album du groupe, Suitable, est paru chez Elmo Records en 2001. Le second, Bigger is Tough, a été édité par Grover en 2003. Il est plus roots avec plusieurs morceaux reggae. Mais l'ensemble reste du ska sixties cuivré et particulièrement bien chanté. Le 3e album, Rockers, est paru en 2007.